# جورج س. ويب
جورج س. ويب (بالإنجليزية: George C. Webb)‏ هو مخرج فني أمريكي، ولد في القرن العشرين.

## وصلات خارجية
- جورج س. ويب على موقع IMDb (الإنجليزية)
- جورج س. ويب على موقع أول موفي (الإنجليزية)
- جورج س. ويب على موقع قاعدة بيانات الفيلم (الإنجليزية)